# Imbrasia orientalis
Imbrasia orientalis is een vlinder uit de familie nachtpauwogen (Saturniidae). De wetenschappelijke naam van deze soort is, als Imbrasia epimethea orientalis, voor het eerst geldig gepubliceerd in 1962 door Rougeot.
De soort komt voor in tropisch Afrika.